# John Searle
John Rogers Searle (sinh 31 tháng 7 năm 1932, ở Denver, Colorado) là một triết gia người Mỹ và hiện là Giáo sư Slusser Triết học ở Đại học California, Berkeley. Được chú ý rộng rãi vì những đóng góp đối với triết học ngôn ngữ, triết học tinh thần và triết học xã hội, ông bắt đầu giảng dạy ở Berkeley năm 1959, nơi ông đã là giáo sư đầu tiên tham gia vào Phong trào Tự Do Phát ngôn (Free Speech Movement), một phong trào đấu tranh của sinh viên năm 1964-1965. Ông nhận Giải thưởng Jean Nicod năm 2000 và Huy chương Nhân văn Gia năm 2004. Trong số các quan niệm nổi tiếng của ông có thí nghiệm tưởng tượng "Phòng Trung Hoa" chống lại trí tuệ nhân tạo "mạnh".